# Pertari
Perctarit, Pertari o Bertari (~645 – Pavia, 688) fou rei dels longobards i rei d'Itàlia (661-662 i 671-688)

## Primer regnat
L'any 661, després de la mort d'Aripert I i d'acord amb la seva voluntat, els seus dos fills, Perctarit i Godepert van ser designats successors conjunts sobre el tron llombard. El regne va ser bipartit (cas era únic en la història dels longobards, però habitual, per exemple, entre els seus veïns francs); Godepert va triar com la seva capital a Pavia, mentre que Bertari es va instal·lar a Milà.
Entre els dos germans es va obrir immediatament un conflicte civil, i Godepert va demanar a través del duc de Torí, Garibald, l'ajuda del duc de Benevent, Grimwald o Grimuald o Grimoald, que va arribar amb tropes procedents no només del seu ducat, sinó també dels de Spoleto i de Túscia (662). Arribat a Pavia, el duc, instigat per Garibald, va matar el rei i va ocupar el tron.

## Exili
Perctarit conscient de la seva inferioritat evident, va fugir del seu regne i es va refugiar amb els àvars. Com a resultat d'això, sembla que l'usurpador, qui s'havia casat amb la germana de Perctarit i Godepert, va intentar una reconciliació amb el seu cunyat i el va convidar a Pavia. Preocupat, però, pel suport del rei destronat encara gaudia entre els longobards, Grimuald també va planejar eliminar-lo. Advertit a temps, Perctarit va sobreviure i es va refugiar amb els francs de Nèustria.
És possible que el conflicte dinàstic fos un reflex de la interferència política externa al regne Longobard: Grimoald I va ser un aliat del seu homònim majordom de palau d'Austràsia (Grimoald I, avantpassat dels carolingis), mentre que Perctarit va rebre el suport de la reina de Nèustria, Baltida. D'aquest contrast deriva l'expedició dels francs de Nèustria a Itàlia: el xoc amb Grimoald va ocórrer en 663 a Refrancore, prop d'Asti, on l'usurpador va obtenir una victòria aclaparadora; Perctarit va romandre a l'exili a Nèustria.

## Segon regnat
A la mort de Grimoald el tron va passar al seu fill Garibald, que va regnar per un parell de setmanes: Perctarit va tornar de l'exili i va enderrocar al fill de l'usurpador. Segons la llegenda, en el moment de la mort de Grimoald, Perctarit, encara a l'exili a França, estava a punt de salpar cap a Gran Bretanya a causa de l'aliança entre el rei franc, Dagobert II, i Grimuald. Un acord com aquest feia que el lloc del seu exili fos poc segur, però en l'últim moment, una veu divina que va sentir, el va informar que el seu enemic havia mort feia tres dies. Després va tornar a Pavia on va deposar Garibald i allí va ser novament elegit rei per l'assemblea del poble en armes. L'elecció va ser probablement un intent de la noblesa longobarda per fer valer la seva protecció al sobirà, després del regnat de Grimuald fortament centralitzat.
Perctarit aviat van arribar a un acord amb el duc de Benevent, Romoald, que era el fill gran de Grimoald. A canvi del reconeixement de la seva independència, el duc va permetre a la dona i al fill del rei, Rodelinda i Cunipert, que eren els seus ostatges, tornar a Pavia.
Perctarit va donar un fort suport a l'Església Catòlica, el suport a la tasca evangelitzadora contra els longobards i italoromans arrians, pagans o cismàtics. Va instar els bisbes catòlics a tornar a les diòcesis que van abandonar a causa de la pressió dels longobards; esglésies i monestirs foren construïts en tot el regne i va permetre que l'arquebisbe de Milà, Mansuetó, de convocar un sínode provincial de grans dimensions.
L'any 680 va associar al tron el seu fill Cunipert, que aviat es va convertir en una gran influència en la política del regne, i va concloure una "pau eterna" amb els romans d'Orient que van ratificar la divisió d'Itàlia entre les dues potències. El tractat va ser ratificat a Constantinoble pels ambaixadors longobards el 680-681 llombards que també van participar en el Concili que va condemnar el monotelisme. La signatura pels romans d'Orient va ser el reconeixement formal de la sobirania dels longobards sobre gran part d'Itàlia, a canvi de la renúncia a nous atacs als territoris que van romandre sota sobirania romana d'Orient (Ravenna, l'Exarcat, la Pentàpolis, i també oficialment Roma).

## Rebel·lió d'Alahis
L'èxit de la política d'apaivagament portada a terme per Perctarit va suscitar oposició o descontentament en algunes zones del regne. Les regions més opositores van ser les nord-orientals, on encara hi havia molts partidaris del cisma tricapitolí, de l'arrianisme o fins i tot del paganisme. Els oponents al mateix temps que se sentien amenaçats en la seva existència i privats de perspectives de noves conquestes militars, tradicionals entre els llombards, van formar una coalició contra Perctarit, la política del qual consideraven massa desequilibrada en favor del catolicisme i la pau, en funció de la seva percepció "guerrera". Van triar al capdavant al duc de Trento, Alahis (Alachis).
L'esclat del conflicte va ser probablement l'associació de Cunipert al tron, que un cop més demostrava la voluntat de preferir la via dinàstica a l'electoral per la successió al tron. Perctarit va tractar de contenir la rebel·lió mitjançant el suport dels seus aliats, i va invocar l'ajuda dels bavaresos, que estaven vinculats també dinasticament a Pertari, i els quals van envair el Trentino i es van enfrontar amb Alahis. El rebel, però, es va imposar i va aconseguir atrinxerar-se a la seva capital de Trento, assetjada immediatament pel mateix rei. Una sortida d'Alahis va aconseguir repel·lir Perctarit, qui va confiar les negociacions posteriors a Cunipert, que havia estat amic d'Alahis. Es va arribar a una pacificació, provisional (el xoc hauria revifat a la mort de Perctarit el 688), es va obtenir a costa d'una important concessió territorial - el ducat de Brèscia - a favor d'Alahis.
A la seva mort el 688, Alahis i Cunipert es van seguir disputant el tron.